# Space Case (film)
Space Case este un film american de comedie științifico-fantastică din 1992. A fost scris și regizat de Howard R. Cohen. Rolurile principale au fost interpretate de actorii Hoyt Axton, Bridget Hoffman și Ray Walston.
Filmările au avut loc în 1989.

## Rezumat
În viitor, instituțiile mintale se găsesc pe planete din spațiul îndepărtat. O astfel de planetă este vârful unei invazii a Pământului de către extratereștri asemănători unor rozătoare. Totul depinde de câțiva pacienți cu probleme psihice dar îndrăzneți ca să le zădărnicească planurile malefice.

## Distribuție
- Hoyt Axton – Charlie
- Bridget Hoffman – Elizabeth (ca Ruby Marlowe)
- Ray Walston – Bert
- Ted McGinley – Biff
- Joseph Campanella – generalul Maxwell
- John Draikas – Ted
- Felicity Waterman – Melissa
- Mark Hammond –  Frank
- Robert Barry – Waldo
- Parley Baer – Bitby
- Diana Barrows – Breezix
- Ellen Albertini Dow – Betsy
- Dow Laurelyn Scharkey – Suzy (ca Laurelyn Sharkey)
- Michele Parker – controlor
- Robert Harvey – pacient
- Josh Schrieber – Velkar
- Boyd Wilson – Clevis